# Tangkak

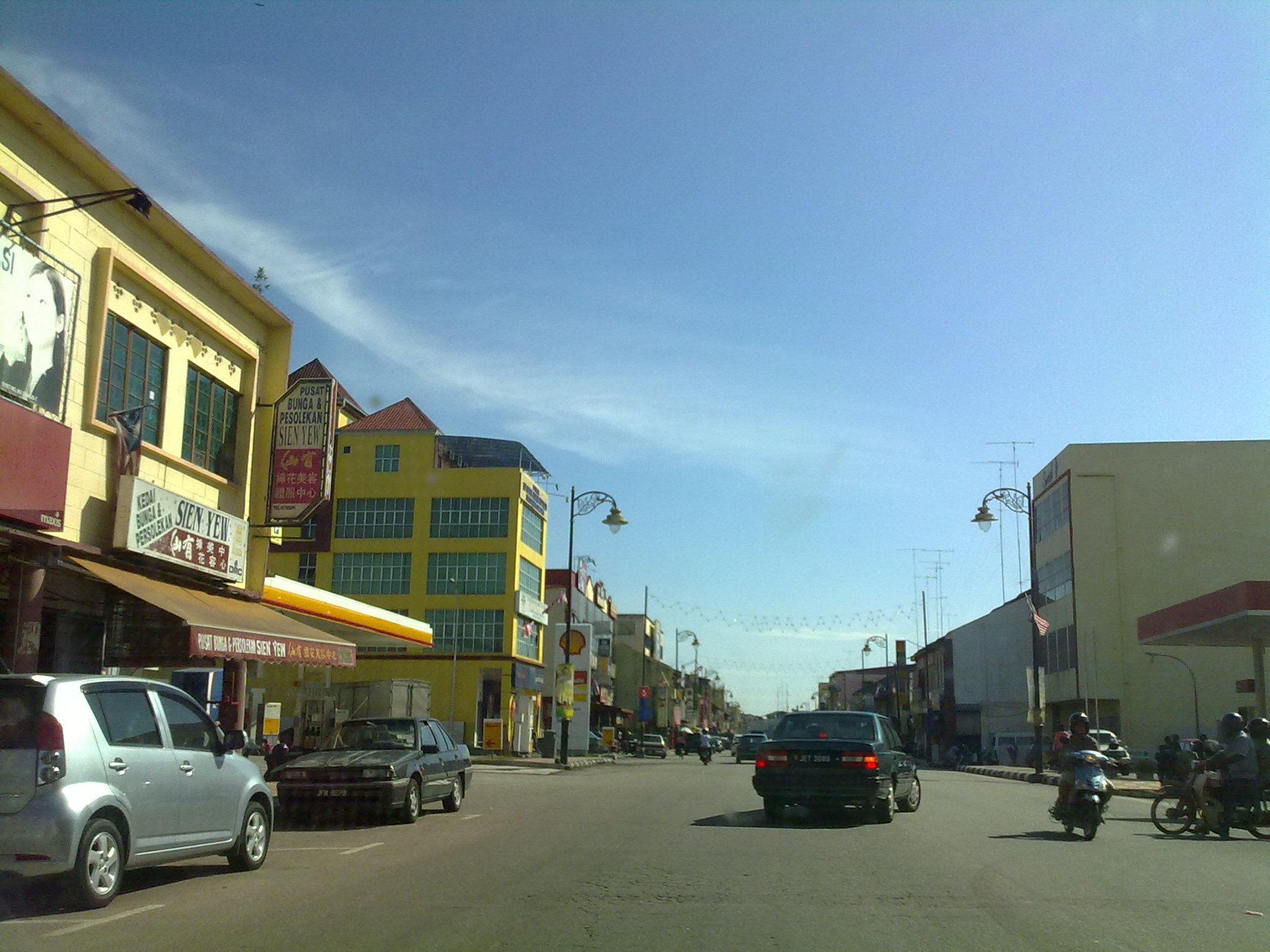
Tangkak

Tangkak is een stad en gemeente (majlis daerah; district council) in de Maleisische deelstaat Johor.
De gemeente telt 132.000 inwoners.